# Geremia (profeta)
Geremia (in ebraico יִרְמְיָהוּ‎?, Yirməyāhū, che significa "Esaltazione del Signore"; Gerusalemme, 650 a.C. circa – Egitto, 586 a.C. circa), figlio di Helkia (Chelkia) uno dei sacerdoti che risiedeva ad Anatot nel paese di Beniamino, fu un profeta biblico, ritenuto autore dell'omonimo Libro e del Libro delle Lamentazioni (cfr. Messia).
Questi due libri sono parte della Bibbia e sono riconosciuti da tutti i canoni vetero-testamentari.

## Biografia
Geremia visse durante il regno degli ultimi re di Giuda: Giosia (640-609 a.C.), Jehoiakim (609-598 a.C.), Jehoiakin (598-597 a.C.), e Sedecìa (Sedechia) (597-586 a.C.).

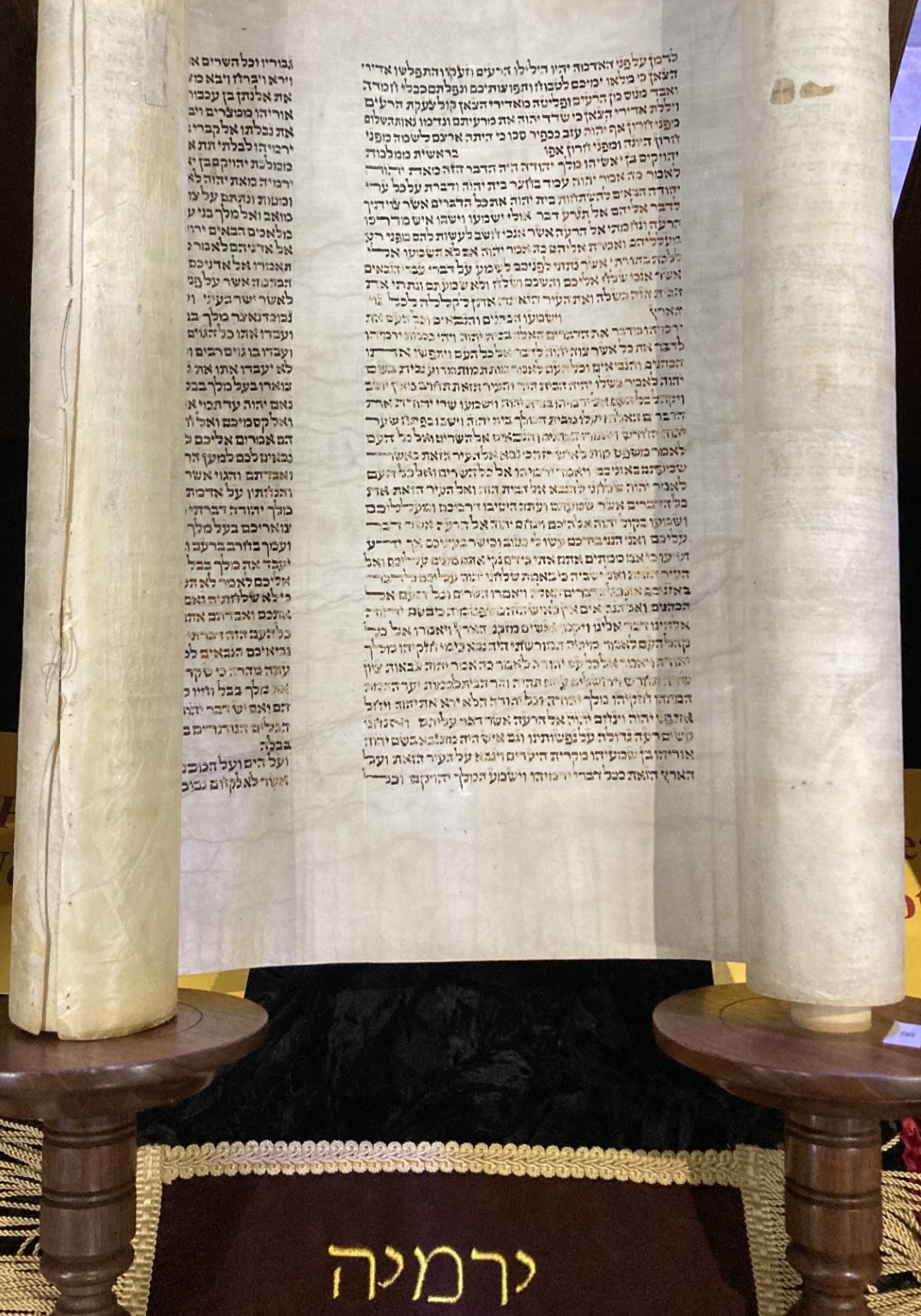
Rotolo del profeta Geremia.

In un periodo di relativa pace e prosperità per il regno di Giuda, determinato da una favorevole congiuntura internazionale e dal buon governo del re Giosia, Geremia profetizza una dura punizione se il popolo, traditore dell'alleanza, non tornerà a seguire Dio e le sue volontà. La minaccia è l'invasione di popoli dal nord, talvolta indicata in modo generico, ma più spesso identificata chiaramente con i Babilonesi guidati da Nabucodonosor II. Queste previsioni sono interpretate dai suoi contemporanei come annunci di malaugurio del tutto inappropriati, e attirano sul profeta odio e disprezzo, culminanti in diverse cospirazioni per ucciderlo, sempre però fallite.
La storia è raccontata da Geremia stesso nel suo libro autobiografico: Geremia il profeta, era un sacerdote, del villaggio di Anatoth nel territorio di Beniamino (1,1). La vocazione di Geremia, cioè la chiamata del Signore, avvenne nel 626 a.C. (1,2). Uomo solitario a causa del suo messaggio impopolare (15,17), desiderava sposarsi con Giuditta ma Dio stesso gli proibisce di prendere moglie (16,2). Venne anche a trovarsi in frequente contrapposizione con le autorità del paese e di ogni ceto sociale (26,8). Per questo, la sua vita stessa correva seri pericoli (11,18-23; 18,18; 26,8; 36,19; 38,6). Il suo messaggio toccò temi scottanti e dolenti della vita nazionale. Subì in particolar modo la persecuzione del re Sedecìa, da cui venne considerato un disfattista ed un traditore, che minava il morale della nazione; fu infatti Geremia ad annunciare l'imminente invasione dei Babilonesi (37,3.17), contro i quali non vi era speranza di opporsi e a cui bisognava al contrario arrendersi, accettando la prospettiva di un lungo esilio, e pagare a loro le tasse.
Il suo annuncio non venne ascoltato, neanche quando l'avanzata dei Babilonesi si profilò come una minaccia concreta e sembrò inarrestabile. Anche allora i Giudei preferirono ascoltare falsi profeti che promettevano loro un futuro di pace e prosperità. Quando i Babilonesi assediarono Gerusalemme, le sventure annunciate da Geremia spinsero i notabili a farlo gettare in una vecchia cisterna fangosa per evitare che demoralizzasse i soldati.
La passione di Geremia preannuncia quella di Gesù, mentre la debolezza di Sedecia, che lo consegna ai suoi nemici, prefigura Pilato.
Il regno di Giuda terminò con l'esilio della maggior parte dei Giudei a Babilonia, per mano del re conquistatore Nabucodonosor II, nel 597 a.C. e nel 586 a.C. Quando la nazione fu conquistata dai Babilonesi, Nabucodonosor ordinò la distruzione del Tempio che fu bruciato; la dinastia davidica venne spodestata e gli Israeliti più influenti deportati, dando inizio così alla cosiddetta “cattività babilonese”. Per ordine di Nabucodonosor il re Sedecìa dovette assistere all'uccisione dei suoi figli e poiché questo restasse l'ultima immagine da lui vista, venne barbaramente accecato.
Geremia fu risparmiato e lasciato vivere tra le rovine di Gerusalemme, dove continuò a predicare. Da ultimo, il profeta fu catturato dai suoi denigratori e portato in Egitto (dopo l'anno 586 a.C.) dove morì, secondo un'antica tradizione cristiana, lapidato dai suoi connazionali, esasperati dai suoi rimproveri. Egli fu un profeta molto importante nella storia di Israele e anche per il cristianesimo.
Alcune scoperte archeologiche confermano particolari riportati nel capitolo 38 del libro biblico di Geremia. Nel 2005 l'archeologa Eilat Mazar infatti portò alla luce l'impronta di un sigillo in cui era scritto Godolia figlio di Pascur (Ghedalia figlio di Pasur, “Gedalyahu ben Pashhur”) del racconto di Geremia capitolo 38.

## Contesto
Il contesto della profezia di Geremia è la lunga lotta dei Giudei fra i culti idolatri di divinità dei paesi circostanti, provenienti da Tiro e da altre città della costa fenicia, profondamente radicati fin dal tempo di Manasseh (696-642 a.C.), e il culto legittimo all'unico Dio, che Giosia cercò di ristabilire nell'ambito delle sue riforme (2 Re 22,23). La riforma monoteista, inizia nel 628 a.C. (2 Cr. 34,3) e viene ad essa dato rinnovato impeto con la riscoperta del Libro della Legge nel 621 a.C. (2 Re 22,8).
Il testo racconta in modo autobiografico la vocazione di Geremia (1) e i lamenti del profeta perseguitato (20,7-18); un discorso di rimproveri contro Israele, in cui si nota un fiorire di simboli (2,1-13); il racconto della distruzione del Tempio (7,1-15) di cui il suo segretario Baruc racconta le conseguenze (26); l'aperto conflitto fra il profeta e il re (36) e il suo arresto durante il secondo assedio di Gerusalemme (37,11-38,28); alcuni passi del messaggio di speranza che acquista pieno significato dopo la fine di Gerusalemme (31,2-9; 31,10-14; 31,31-34).

## Stile
Geremia, forse non meno di Isaia, è un grande poeta. Rispetto ad Isaia è un personaggio più drammatico, più debole, spesso vittima di momenti di grande disperazione di fronte all'immane compito affidatogli e di fronte all'estrema avversione dei suoi contemporanei.
Ad essi egli deve tuttavia rivolgere dure critiche per i loro comportamenti ipocriti, quando subiscono i ricatti di Nabucodonosor che pretende il riscatto in oro contante degli schiavi ebrei deportati in Babilonia. Dapprima, nel momento di difficoltà e minaccia della vita, i notabili Giudei aderiscono ai pagamenti, ma appena il conquistatore si allontana, scampato il rischio, non vogliono più pagare e abbandonano i loro connazionali alla schiavitù.
In realtà gli ebrei schiavi in Babilonia non stavano poi tanto male, perché essendo molto colti e intelligenti Nabucodonosor li adibiva a compiti amministrativi, perciò quando dopo 70 anni il re persiano Ciro li liberò, molti di essi si trovavano così bene che rimasero in Babilonia, da liberi, nello stesso incarico.

## Culto
Geremia è venerato come santo dalla Chiesa cattolica e celebrato il 1º maggio.
Dall'islam, che lo ricorda col nome di Irmiyā, è considerato un profeta, anche se non viene citato nel Corano.
Secondo san Tommaso, Geremia e Giovanni il Battista furono ammessi al beneficio della "santificazione nel grembo materno", al pari di quanto si credeva per la Vergine Maria (prima del dogma dell'Immacolata Concezione), nascendo purificati dal peccato originale:
(Summa Theologiae, III, 27, 1)

## Nella cultura di massa
- Molti artisti vollero riprodurre la fisionomia fisica e mentale di Geremia perché essa esprimesse il suo sentire e la qualità del suo messaggio che non è solo religioso. Nella scultura ci provò con successo Donatello con una sua statua. Nella pittura Michelangelo immortalò un pensoso Geremia nella Cappella Sistina.
- Stefan Zweig, nell'Europa travolta dalle rovine della prima guerra mondiale, scrisse un dramma in cui Geremia, comprendendo che il suo destino è ormai deciso e che per lui il carcere è ormai inevitabile, si abbandona alla disperazione, nella quale tuttavia appaiono scintille di speranza che alla fine motivano la sua sofferenza.
- Franz Werfel scrisse un romanzo, in cui Geremia è l'uomo solo in mezzo agli eventi, tristi per lui e per il suo popolo, che accompagnano l'esilio babilonese.
- Lo scrittore polacco Jan Dobraczyński ha pubblicato Prima che il sole tramonti, un romanzo in cui fa emergere la eccezionali qualità morali di Geremia che profetizza cose che non vorrebbe dire.
- Nel rivestimento marmoreo della Santa Casa di Loreto la statua di Geremia, scolpita tra il 1540 ed il 1542 da Aurelio Lombardo, è la più bella ed intensa tra le dieci statue dei profeti qui rappresentati.
- La sua vita è raccontata in Geremia il profeta, pellicola del 1998.
- Nel film L'imperatore di Capri, Nino Marchetti svolge il ruolo di un attentatore che si fa passare per Geremia (sostenendo di avere più di duemila anni).